# Izak (Biblija)
Izak (hebr. Yichak) je, prema starozavjetnim biblijskim izvješajima, sin Abrahamov. Prema pučkoj etimologiji njegovo ime znači „sin smiješka“, „blagoslovljen od Jahve“, dok ga sveti pisci nazivaju, „sin obećanja“ (usp. Post 17, 16; Gal 4, 23).

## Izak u starozavjetnim spisima

### Izakovo rođenje
Biblija opisuje kako se Bog spomenuo Sare, kako je rekao i učinio kako je obećao: Sara zače i rodi Abrahamu sina u njegovoj starosti – u vrijeme koje je Bog označio. Abraham mu nadjene ime Izak. „Sin obećanja“ i milosti zrači posvuda radost i smiješak. Stare predaje (jahvistička i svećenička) daju značenje imenu Izak. „Nek se Bog nasmiješi!“ Navještaj njegova rođenja starcu Abrahamu izaziva smiješak na ustima i on se baca na zemlju pred Jahvom  (17, 17 P). I Sara, kad čuje vijest o rođenju, ne može a da se ne nasmiješi (18, 12-15 J). I kad se rodi dijete, stvara istinsku radost u roditelja. Makar se susjedi ironično smiju, Sara se od srca raduje milosti Božjoj. „Dade mi Bog da se nasmijem, i tko god to čuje, nasmijat će mi se.“

### Izakovo žrtvovanje
U 22. poglavlju Knjige Postanka Bog nalaže Abrahamu da žrtvuje Izaka, jedinca kojega je dobio pod stare dane, po Božjem obećanju, jedino dijete njegova roda koje bi mu moglo osigurati željeno potomstvo. Na kraju Bog zamijeni Izaka ovnom, a cijela pripovijest služi kako bi se opisala Abrahamova vjera u Boga.

#### Običaji žrtvovanja u zemljama Srednjeg istoka
U zemljama Srednjeg istoka, u Abrahamovo doba, očevi su raspolagali ženama i djecom po svojoj volji i svojim hirovima. Nisu trebali polagati račune o svom ponašanju. To je vidljivo i iz Abrahamova odgovora sinu Izaku kad ga ovaj, na putu prema mjestu žrtvovanja, pita gdje je žrtva prinosnica: „To te se ne tiče, Bog će se za to pobrinuti!“ A ipak, u nekim velikim prigodama nije se oklijevalo žrtvovati jedno od svoje djece na oltar idola, da bi ljudi bili tako sigurniji da će dobiti neku važnu milost, npr. dobiti rat, ukloniti epidemiju, izbjeći glad.

#### Smisao Izakova žrtvovanja
Abraham se nalazi pred svojim sinom, svezanim za spaljivanje na žrtveniku, na vrhu brda. Usprkos ljubavi za svoje dijete, Abraham je u žrtvenom času i dalje odlučan da izvrši volju Božju. Iako u bezizlaznom položaju, on zadržava povjerenje u Boga. Poslanica Hebrejima (11, 17-19) primjećuje: Abraham misli: ako Bog traži od njega da mu žrtvuje sina, to je zato što će mu ga on i nakon smrti vratiti živa.
U trenutku kad je ugledao ovna u obližnjem grmu Abraham shvaća da je Bog želio samo iskušati njegovu vjeru. Ubuduće će se umjesto ljudskih žrtava žrtvovati samo životinje. A to predstavlja golemi napredak u ljudskoj svijesti.

#### Izakovo žrtvovanje kao predslika Pashalne i Kristove spasenjske žrtve
Ovaj tekst u kršćanskom čitanju predstavlja predsliku (tip) Kristove žrtve na križu. Bog Otac žrtvuje ondje svoga Sina, ali ta žrtva donosi spasenje svemu čovječanstvu.
U židovskoj duhovnosti i predaji i sam čin vezivanja Izaka smatra se pravom i istinskom žrtvom, unatoč tome što je umjesto njega žrtvovana životinja. Izakovo vezivanje uvijek se povezuje s pashalnom žrtvom jaganjaca. Pasha kao spomendan izbavljenja izraelskih prvorođenaca u Egiptu, već je ostvarena u Izaku.

### Zaruke Izaka i Rebeke
Jahvistički pisac opisuje kako starac Abraham, svjestan blizine smrti, šalje svoga vjernoga slugu Eliezera u Padam Aram da u njegovu rodu isprosi djevojku za sina Izaka. Prije odlaska traži od sluge pod zakletvom da njegovu sinu Izaku dovede ženu iz njegova roda i tako sačuva čistoću potomstva, čistoću vjere i da ne dopusti da Izak odseli iz zemlje koju im je Bog odredio ( Post 24,3-8). Zatraži od njega poseban način zakletve dodirom dijelova vitalnih organa da tako naznači religioznost čina i neraskidivost zakletve.
Rebeka, kći Betuela, sina Nahorova, brata Abrahamova i Milke, izabrana je za ženu Izakovu. Ženidbeni ugovor sklapaju brat Laban i majka Milka. Čini se da je otac već mrtav. Biblijski izvještaj ovdje pokazuje nesigurnost s obzirom na Rebekinu rodbinu, pa nije sasvim jasno koja je Labanova odnosno Nahorova uloga. Čini se da su tekstu prisutne dvije različite predaje. Pošto je i Rebeka dala svoj pristanak, s posebnim blagoslovom ostavlja očinski dom i dolazi u Kanaan, u Lahaj Roj, gdje boravi Izak. Abraham se više ne spominje. Prema ovoj predaji već je umro.

### Izak u Beer Ševi
Svim je rodozačetničkim predajama zajednička povijest o tome kako se i gdje rodozačetniku objavio Bog. Tek po toj bogoobjavi mogao je on s punim pravom nositi naziv „oca“ odnosno rodozačetnika plemena. Njegovi su potomci kasnije na mjesto bogoobjave hodočastili i ondje prinosili žrtve. To je mjesto postalo hodočasničko mjesto gdje je bilo svetište s oltarom.
Beer Ševa, središte Izakova roda, vrlo je staro mjesto. Već dvije tisuće godina prije Izaka bila je Beer Ševa središte vrlo bogate trgovinske razmjene. Upravo su zdenci omogućili da je u tako davna vremena tu nastala nastamba ljudi: trgovište.
Već je iz same visoke starosti Beer Ševe jasno da je nije mogao ustanoviti nijedan rodozačetnik, nitko od otaca. Pripovijest o patrijarsima, rodozačetnicima Abrahamu i Izaku, i Beer Ševi nastale su kasnije na temelju samog imena mjesta Beer Ševa. Beer znači bunar, ševa znači sedam. U hebrejskom jeziku riječ ševa, sedam, sliči i riječi šaba što zanači prisegnuti, položiti zakletvu. Iz te dvoznačnosti nastale su, barem djelomično, stare pripovijesti. U Beer Ševi Izak je zakletvom sklopio savez sa starosjediocima. Istoga dana Izakove su sluge iskopale bunar i pronašle vodu, stoga je bunar dobio naziv po zakletvi kojom je Izak sklopio savez sa starosjediocima. Isto se pripovijeda i o Abrahamu u Beer Ševi.
Čini se da su u ovim pastirskim pripovijestima dvije stvari posebno važne. Prvo, važnost koju su ljudi u ta vremena polagali u ugovore. Drugo, ovi su ugovori opet primjeri jednog sasvim drukčijeg zauzimanja zemlje nego je poznato iz drugih biblijskih spisa (npr. Knjiga o Jošui ili Knjiga o Sucima).

### Blagoslov prvorođenca
U patrijarhalnim obiteljima, kao što su bile Abrahamova i Izakova, pravo prvorođenstva prenosio je otac kao oporuku blagoslovom koji je imao vjersko i pravno značenje. Taj je blagoslov bio neopoziv: nije se mogao više izmijeniti. Sve je to imalo veliko značenje u Abrahamovu potomstvu, jer se među prvorođenčeva prava ubrajalo to da odredi lozu iz koje će potjecati Božji narod (pa time i Mesija), a koja će baštiniti i prava na Obećanu zemlju. U svojem providonosnom planu Bog je odredio da se ta prava udijele Jakovu, a ne starijem Ezavu. U ovom slučaju pravo prvorodstva prelazi na Jakova zbog neoprostive nemarnosti Ezava, koji je tom pravu pretpostavio tanjur leće, zatim zbog Jakovljeva lukavstva kojim je iskoristio glad bratovu, i konačno zbog Jakovljeve obmane kojoj je dovinula majka Rebeka na štetu Ezavovu.

### Izakova smrt
Izakovu smrt ukratko opisuje svećenički pisac: „Kad je Izaku bilo sto i osamdeset godina, umrije. Izak izdahne i umre, starac i godinama zasićen, te bude pridružen svojim precima. Pokopaše ga sinovi njegovi Ezav i Jakov.“ (Post 35, 27-29).
Prema predaji, Izak je pokopan u grobnici patrijarha u Hebronu, zajedno s Rebekom, Abrahamom, Sarom, Jakovom i Leom.

## Izak u novozavjetnim spisima

### Sin obećanja, vjere i neuništive nade
Izak se u Novom zavjetu otkriva se kao tip i lik Isusa Krista i kršćanina. „Izak, naš otac“ (Rim 9, 10) sin je obećanja, sin vjere i neuništive nade, kojega Abraham dobiva „protiv svake nade“ (Rim 8, 18). U njemu Abraham gleda dan Mesijin (Iv 8, 56). Izak je tip svih pravih sinova Abrahamovih koji se ne rađaju po krvi i tijelu nego od Boga (Iv 1, 13).
„Izak naš otac“ sin je slobodne (Post 21, 12-14), slika je Božje djece. U raspravi sa Židovima Isus im otkriva da ih grijeh nevjere čini sinovima ropkinje. I zato će i oni, kao i Jišmael, sin ropkinje, biti izbačeni iz kuće. „Tko god čini grijeh, rob je grijeha. Rob ne ostaje u kući zauvijek, a sin ostaje zauvijek“ (Iv 8,34s). Još će snažnije će tu misao raščlaniti apostol Pavao u Poslanici Galaćanima. On suprotstavlja dvije majke, Hagaru i Saru, i njihova dva sina: Jišmaela i Izaka. Jišmael je rođen po tijelu, od ropkinje po prirodnim uvjetima i po muževljoj volji, a Izak od slobodne, sin je obećanja. To su dva Saveza, prvi koji se temelji na Zakonu, a drugi na milosti i slobodi Duha. I dok Izrael po tijelu, „sadašnji Jeruzalem robuje zajedno sa svojom djecom“, kršćani nisu djeca ropkinje, nego slobodne; njihova je majka Jeruzalem gore, koji je slobodan“ (Gal 4, 21-31).
Prihvaćanjem žrtve na Moriji Izak postaje za Židove uzrok spasenja, za kršćane pak uzor mučenika (Gal 3, 20), svjedok vjere i otac vjernika (Rim 3,10), svjedok Boga koji ga uskrisi od mrtvih (Heb 11,19). No nadasve postaje lik Isusa Krista u pashalnom otajstvu, u otajstvu smrti i uskrsnuća. Što je u Izaku praslikom naznačeno, to je Isus ostvario u svojoj žrtvi na križu i u svom uskrsnuću i postao jedini uzrok spasenju čovječanstva.

### Simbol zaruka Krista i Crkve
I ženidba Izaka i Rebeke (Post 24), opisana živim i svježim bojama istočnjačkog kolorita, za kršćanske je pisce simbol zaruka Krista i Crkve. Zaruke kod bunara znak su zaruka Gospodina s njegovim narodom, nadasve zaruka Krista s njegovom Crkvom kod krsnog zdenca, gdje svoju zaručnicu „čisti kupelji vode uz riječi“ (preporođenja) (Ef 5, 25-27).
Tumačeći susret na bunaru, Origen vidi i drugu tajnu: „Krist se želi zaručiti s tobom. Zato ti šalje svojega slugu, što je proročka riječ. Ne možeš se zaručiti s Kristom a da ne primiš proročku riječ. Misliš li da se praoci samo slučajno zaustavljaju kod bunara i zaručuju u blizini voda? Tko tako misli, sliči tjelesnom čovjeku: ne shvaća stvari Duha…Kažem da su sve te stvari simbolične i zaruke svetih u stvari su sjedinjenje duše s Božjom Riječju“ (Hom. In Gen, 10, 2, 5; PG 12, 216-220). 

## Značaj
Abraham, Izak i Jakov uvijek se zajedno spominju kao svjedoci vjere i životvornog religioznog iskustva. Abraham je jak u vjeri; Jakov je Božji borac – Izrael; Izak je vjernost puna pobožnosti i predanja, skromnosti i povučenosti, ali koji zahvalno i veselo prima baštinjeni blagoslov i postaje „blagoslovljen od Gospodina“. Postaje tako uzor vjernicima „sinovima obećanja“ (Rim 9,8; Gal 4,28), sinovima „slobode“ (Gal 4,31) koji su rođeni „od Boga“, kako treba u skromnosti i jednostavnosti prihvatiti onaj dar i ono poslanje koje nam je dodijelila božanska Providnost i odgovoriti svom dušom i cijelim bićem te tako postati za svijet Izak – „Sin smiješka“.
Površno čitanje Biblije ostavlja dojam kao da sveti pisac nema ništa osobito i važno iznijeti iz života patrijarha Izaka. On se pričinja kao prijelazna osoba, kao zemaljski i i pasivni religiozni baštinik obećanja, u čemu on nimalo osobno ne surađuje. Boravi u Negevu kod bunara Lahaj Roja, te kao stranac u Geraru kad u zemlji zavlada glad. U Geraru se ponavlja isti slučaj kao i s Abrahamom. Izak također predstavlja Abimeleku svoju ženu kao sestru i dobiva je netaknutu natrag (Post 20). U Beer Ševi kopa bunare i sklapa s Abimelekom iz Gerara savez radi bunara. Nomadski život polako se stišava. Izak sije (26, 12-16), kopa bunare (26, 12-33). Umire u Kirjat Arbi u Hebronu, a njegovi sinovi Ezav i Jakov ukapaju ga u grobnici otaca u Makpeli (35, 27-29).
Pri pomnom čitanju Biblije lik Izaka uza sve to pokazuje osobne, vlastite karakteristike. Izak je snažna pojava očinske nježnosti i dobrote, osobne, aktivne i herojske vjere. Izak se kreće na malom području između Lahaj Roja, Gerara i Beer Ševe. Više je to sjedilački život nego nomadski.
Žrtvovanje Izaka čest je motiv u likovnim umjetnostima i književnosti. Poznata je slika Žrtvovanje Isaka Federika Benkovića u Strossmayerovoj galeriji starih majstora.